# Josep Santanac i Camps
Josep Santanac i Camps (Ripoll, 1832? - Sabadell, 25 de juliol de 1911) fou el primer propietari que edificà al barri d'Hostafrancs de Sabadell, el 1883.
Josep Santanac tenia terrenys a l'actual barri d'Hostafrancs de Sabadell. El 1833 va fer construir un pont sobre la riera de Sobarber, sota la direcció facultativa de l'arquitecte Gabriel Batllevell. Així començà a edificar, a l'altra banda de la Riereta, el terreny que avui es coneix com a Hostafrancs, que aleshores pertanyia a Sant Pere de Terrassa.
El carrer de Santanac durant un temps s'anomenà passatge d'Hostafrancs, però la reivindicació veïnal aconseguí el retorn del nom originari.